# Paso iberoamericano
Pour les articles homonymes, voir Paso.
Le Paso iberoamericano (espagnol : Raza Iberoamericana) est une race de chevaux d'allures et baroques originaire du Costa Rica. Ce cheval a la particularité, comme d'autres races américaines, de posséder des allures supplémentaires.
Il est élevé dans plusieurs pays d'Amérique centrale dont le Salvador et le Nicaragua, et aussi en Allemagne.

## Histoire
Ce cheval provient de croisements entre le Paso du Costa Rica et les chevaux ibériques, particulièrement le Pure race espagnole et le Lusitanien.
La Asociación Centroamericana de Criadores de Caballos de Raza Iberoamericana (ASOIBERO) est créée en 1991. Le développement de cette race de chevaux ibéro-américaine se révèle être un succès.

## Description
Ce cheval résulte le plus souvent du croisement entre une jument locale Paso du Costa Rica, et un étalon Pure race espagnole.

### Sélection
La race est gérée par l'ASOIBERO. 67 % des éleveurs costaricains indiquent qu'ils pratiquent l'imprégnation au moment de la naissance des poulains. D'après les résultats de l'enquête menée par Grethel Solano Mora et Rodolfo WingChing-Jones entre octobre 2016 et avril 2017, tous les élevages costaricains consultés utilisent l'accouplement naturel, mais 31,2 % recourent à l'insémination artificielle et 6,2 % au transfert d'embryons.

## Utilisations
Les chevaux de compétition Paso iberoamericano sont préparés par leurs éleveurs à travailler au trot pendant des périodes allant de 10 à 40 minutes.

## Diffusion de l'élevage

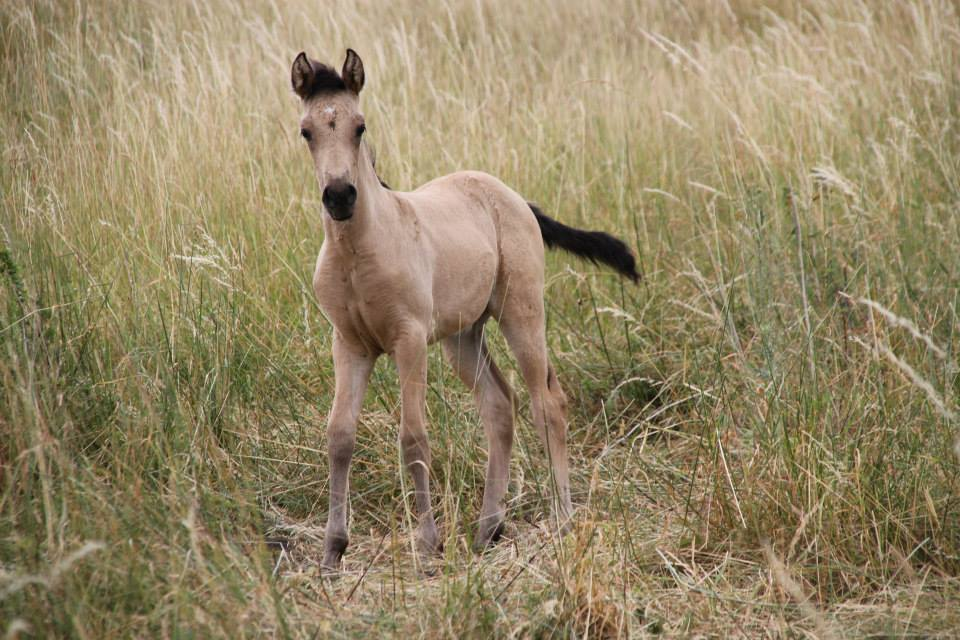
Poulain Paso iberoamericano en Allemagne.

La majorité des élevages de l'enquête de Mora et WingChing-Jones, soit 62 %, sont situées dans la province d'Alajuela. Il existe aussi quelques élevages à Heredia, San José et Cartago. En 2016, l'ASOIBERO compte 4 638 animaux inscrits.
Le Paso iberoamericano est exporté vers d'autres pays tels que le Mexique, le Guatemala et le Nicaragua, ce qui génère des revenus évalués à plus de 4 millions de dollars par an en 2008. 
Le concours 2023 de la race, organisé le 29 janvier au parc des Expositions AGAFAM de Tegucigalpa, a attiré 50 éleveurs venus  du Salvador, du Nicaragua, du Costa Rica et d'autres régions du continent. Il n'existe pas de données de population pour la race au Nicaragua.